# Председнички избори у Немачкој 1932.
Председнички избори у Немачкој 1932. одржани су 13. марта и 10. априла. То су били други и последњи непосредни избори за функцију „председника Рајха“, који је био немачки шеф државе у периоду Вајмарске Републике. Паул фон Хинденбург је изабран за председника 1925, а његов седмогодишњи мандат је истицао у мају 1932. После два круга гласања који су одржани 13. марта и 10. априла, Хинденбург је поново изабран за председника. Његов главни противник на изборима је био Адолф Хитлер, кандидат Националсоцијалистичке њемачке радничке партије. Председник је у вајмарском систему имао велика овлашћења, а Хинденбург је након реизбора одиграо важну улогу у доласку нациста на власт, невољно именујући Хитлера за канцелара у јануару 1933.

## Преглед
Актуелни председник Паул фон Хинденбург је 1932. имао 84 године и био је лошег здравља. Хинденбург је планирао да се повуче по истеку свог првог мандата, међутим, могућност да Адолф Хитлер буде изабран за председника Немачке пресудно је утицала да се Хинденбург невољно кандидује за други мандат.
Адолф Хитлер је стекао немачко држављанство тек 25. фебруара 1932, чиме му је омогућено да се кандидује за председника. Хитлер је желио да искористи функцију председниика како би збацио демократски систем и успоставио тоталитарни режим. Хинденбург је на изборима 1925. био кандидат деснице и тада су се његовом избору противили већи део умерене левице и политичког центра. Међутим, на изборима 1932. и умерена левица и центар су пружили подршку Хинденбургу, како би спречили Хитлерову победу. Хинденбург, супротно страховима који су изражавани у време његовог избора 1925, није користио своју функцију како би укинуо Вајмарски устав, што је био Хитлеров циљ.
Иако је Хитлер изгубио изборе, после само две године наследио је Хинденбурга на месту шефа државе. Хинденбург је умро 1934, а након његове смрти укинута је функција председника и уведена нова функција „Führer und Reichskanzler“ чиме је учвршћена Хитлерова диктатура.
Избори 1932. су били последњи на којима су становници Немачке директно бирали председника. Након обнављања функције председника у Западној Немачкој 1949, одлучено је да ће се председник бирати индиректно, што је случај и данас.

## Резултати
| Кандидат                       | Партија                        | Први круг  | Први круг | Други круг | Други круг |
| Кандидат                       | Партија                        | Гласови    | %         | Гласови    | %          |
| ------------------------------ | ------------------------------ | ---------- | --------- | ---------- | ---------- |
| Паул фон Хинденбург            | независни                      | 18.651.497 | 49,6      | 19.359.983 | 53,0       |
| Адолф Хитлер                   | НСДАП                          | 11.339.446 | 30,1      | 13.418.547 | 36,8       |
| Ернест Телман                  | Комунистичка партија           | 4.938.341  | 13,2      | 3.706.759  | 10,2       |
| Теодор Дестерберг              | Шталхелм                       | 2.557.729  | 6,8       |            |            |
| Остали кандидати               | Остали кандидати               | 116.304    | 0,3       | 5.474      | 0,0        |
| Неважећи/празни листићи        | Неважећи/празни листићи        |            | –         |            | –          |
| Укупно                         | Укупно                         | 37.603.317 | 100       | 36.490.761 | 100        |
| Регистровани гласачи/излазност | Регистровани гласачи/излазност | 43.949.681 | 85,6      | 44.063.958 | 82,9       |
| Извор: Nohlen & Stöver         |                                |            |           |            |            |